# (3280) Grétry
(3280) Grétry es un asteroide perteneciente al cinturón de asteroides, descubierto el 17 de septiembre de 1933 por Fernand Rigaux desde el Real Observatorio de Bélgica, Uccle.

## Designación y nombre
Designado provisionalmente como 1933 SJ. Fue nombrado Grétry en honor al compositor belga André Grétry.